# 山上酒店

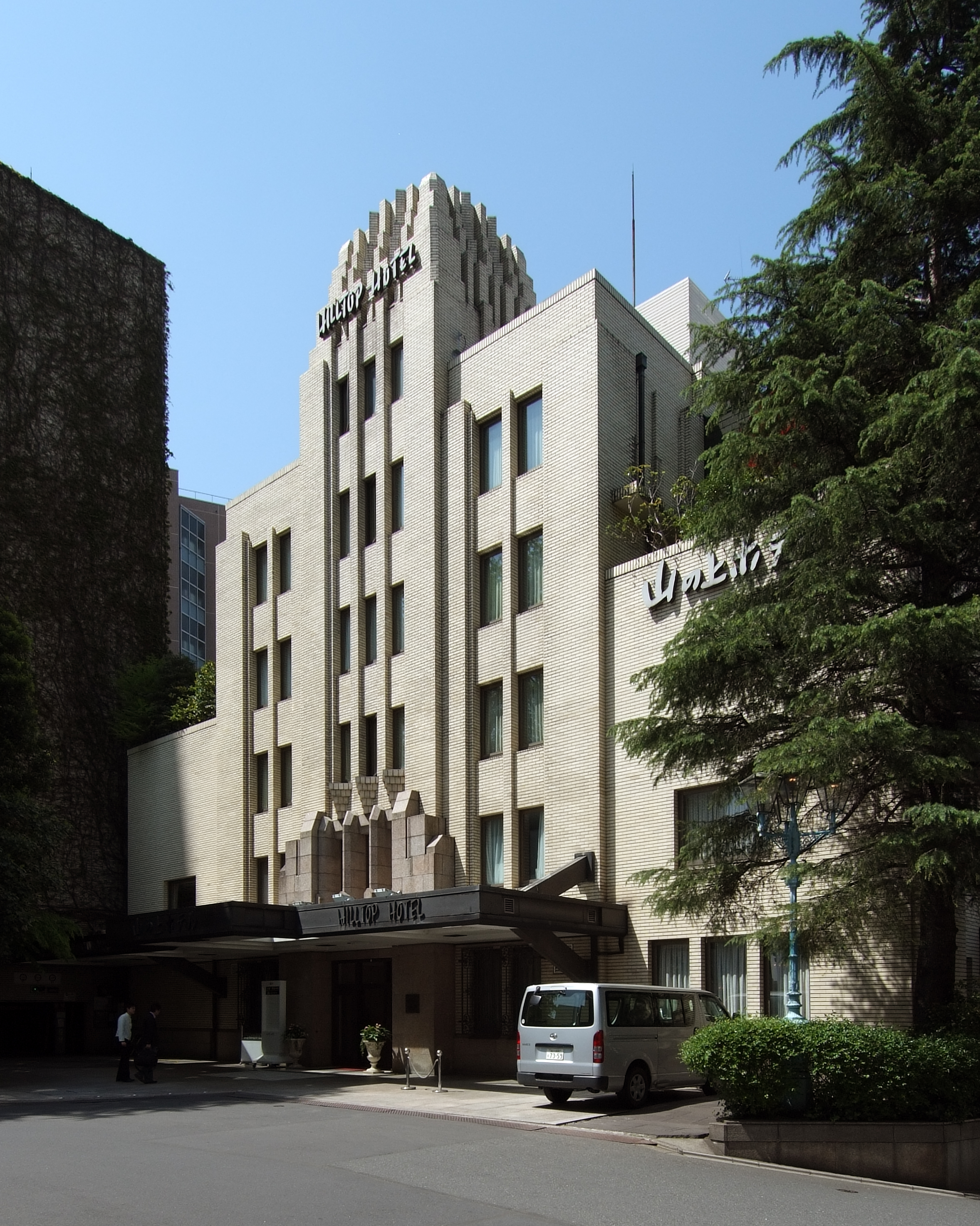
山上酒店

山上酒店（日语：山の上ホテル，Hilltop Hotel）是位於日本東京都千代田區神田駿河台的一座酒店。山上酒店是日本的經典酒店之一，1936年竣工的舊館建築保留有裝飾風藝術的內外裝潢。現在該酒店由明治大學所有。2019年12月，在經過整修之後，山上酒店重新開業。

## 外部連結
- 山の上ホテル （页面存档备份，存于）